# Optimates
Optimates ('Oameni buni') era facțiunea aristocratică a Republicii Romane târzii. Ei doreau să limiteze puterea adunărilor populare și extinderea puterii Senatului, care era privit a fi mai stabil și mai dedicat bunăstării Romei. Optimații favorizau nobilii (familiile nobile) și se opuneau ascensiunii 'oamenilor noi' (plebeilor, de obicei provinciali, ale căror familii nu aveau experiență politică anterioară) întru politica romană. Ironia a fost ca marele campion al optimaților de mai târziu, Marcus Tullius Cicero, era însuși un om nou (novus homo). Aceștia erau îndeosebi îngrijorați de generalii populari ce puteau lua puterea Senatului, ei fiind sprijiniți de forța legiunilor și a tribunilor militari.
Erau opuși popularilor(populares). Trebuie notat faptul ca optimații se foloseau de puterea senatului și a aristocrației să își atingă scopurile personale, la fel cum populari se foloseau de suportul plebeii pentru interesele lor, un astfel de popular era Caius Julius Cezar ce s-a folosit de plebee pentru a se face remarcat pe scena politicii romane.
În adiție la țintele lor politice, optimații se opuneau extinderii cetățeniei romane în dincolo de granițele Italiei (și chiar s-au opus acordării cetățeniei majorității italienilor) aceștia încercând să urmeze calea strămoșilor (mos maiorum). Favorizau în general interesele ridicate, opunându-se expansiunii culturii elene în societatea romană și au lucrat din greu pentru a furniza pământuri soldaților ieșiți din activitate (din moment ce ei considerau că soldații fericiți erau mai puțin dispuși să se ridice împotriva guvernării și să se alăture generalilor revoltați).
Cauza optimaților și-a atins vârful sub dictatura lui Lucius Cornelius Sulla Felix (81 î.Hr.–79 î.Hr.). În timpul domniei sale, aproape toată puterea Adunărilor le-a fost înlăturată, numărul de membri al Senatului s-a ridicat de la 300 la 600, mii de soldați au fost stabiliți în nordul Italiei, cu un număr egal de populares au fost executați prin listele de proscriere. Însă, după demisia lui Sulla și moartea ulterioară, multe dintre politicile acestora au fost inversate gradual, în special în primul consulat al lui Crassus și Pompei cel Mare.
În afara lui Cicero și Sulla, alți optimați notabili au fost Cato cel Bătrân și Cato cel Tânăr, Titus Annius Milo(protejatul lui Cicero), Marcus Junius Brutus(fiul adoptat a lui Cezar) și (excluzând perioada Triumviratului), Pompei.